# Liste der philippinischen Botschafter in den Vereinigten Staaten

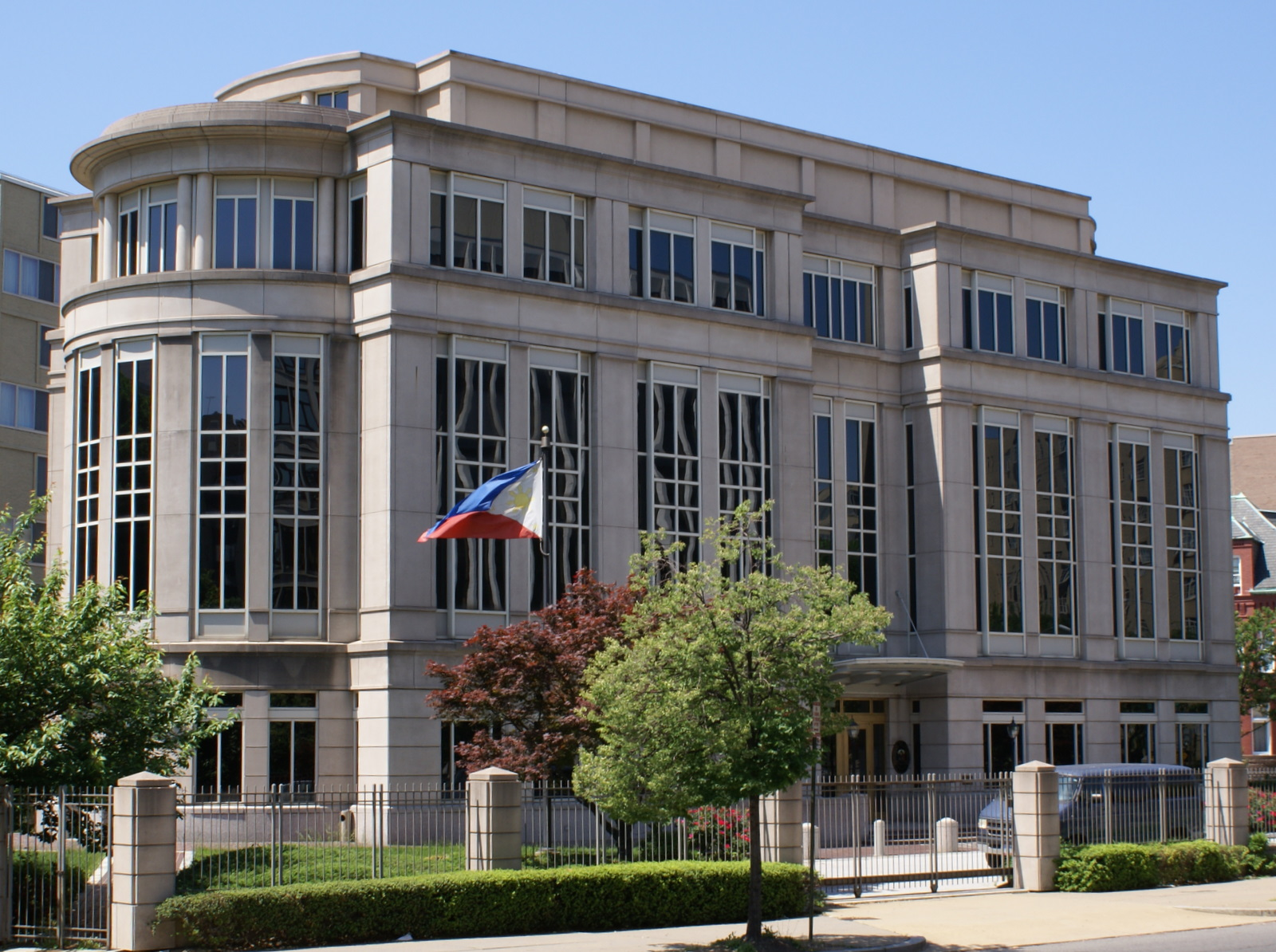
Die Botschaft befindet sich in Washington, D.C.

| Agrément / Ernennung | Akkreditierung (Diplomatie) | Botschafter                     | Bemerkungen | ernannt von Präsident der Philippinen | Präsident der USA    | Posten verlassen |
| -------------------- | --------------------------- | ------------------------------- | --- | ------------------------------------- | -------------------- | ---------------- |
| 19. Juli 1946        | 24. Juli 1946               | Joaquín Miguel Elizalde         | eröffnete die Botschaft | Manuel Roxas                          | Harry S. Truman      |                  |
| 5. Feb. 1952         | 15. Feb. 1952               | Carlos P. Rómulo                | trat als Botschafter zurück                                                                                                   | Elpidio Quirino                       | Harry S. Truman      | 14. Mai 1953     |
| 26. Mai 1953         |                             | Melquiades Jereos Gamboa        | Geschäftsträger | Elpidio Quirino                       | Dwight D. Eisenhower |                  |
| 17. Aug. 1953        |                             | Emilio Abello                   | Geschäftsträger | Elpidio Quirino                       | Dwight D. Eisenhower |                  |
| 11. Juli 1955        | 14. Nov. 1955               | Carlos P. Rómulo                | | Ramon Magsaysay                       | Dwight D. Eisenhower |                  |
| 8. Feb. 1962         | 20. Feb. 1962               | Emilio Abello                   | | Diosdado Macapagal                    | John F. Kennedy      |                  |
| 21. Sep. 1962        | 29. Okt. 1962               | Amelito Ramirez Mutuc           | | Diosdado Macapagal                    | John F. Kennedy      |                  |
| 10. Juni 1964        | 9. Juli 1964                | Oscar Montinola Rupasta Ledesma | war Senator, 1953–1957: Handelsminister, Bürgermeister von Iloilo                                                             | Diosdado Macapagal                    | Lyndon B. Johnson    |                  |
| 11. Apr. 1968        | 23. Apr. 1968               | Salvador P. Lopez               | | Ferdinand Marcos                      | Lyndon B. Johnson    |                  |
| 4. Apr. 1969         | 17. Apr. 1969               | Ernesto V. Lagdameo             | | Ferdinand Marcos                      | Richard Nixon        |                  |
| 23. Sep. 1971        | 13. Okt. 1971               | Daniel Z. Romualdez             | | Ferdinand Marcos                      | Richard Nixon        |                  |
| 19. Juli 1982        | 8. Sep. 1982                | Daniel Z. Romualdez             | | Ferdinand Marcos                      | Ronald Reagan        |                  |
| 23. Apr. 1986        | 23. Juni 1986               | Emmanuel Pelaez                 | | Corazon Aquino                        | Ronald Reagan        |                  |
| 16. Okt. 1992        |                             | Pablo R. Suarez junior          | († 25. Januar 1993 in Washington, D.C.) seine Ernennung wurde am 18. November 1992 vom philippinischen Senat nicht bestätigt. | Fidel Ramos                           | George H. W. Bush    | 18. Nov. 1992    |
| 25. Juni 1993        | 3. Sep. 1993                | Raul Chaves Rabe                | | Fidel Ramos                           | Bill Clinton         |                  |
| 23. Juli 1999        | 10. Aug. 1999               | Ernesto Maceda                  | | Joseph Estrada                        | Bill Clinton         |                  |
| 24. Okt. 2001        | 8. Nov. 2001                | Albert del Rosario              | | Gloria Macapagal-Arroyo               | George W. Bush       |                  |
| 21. Nov. 2006        | 8. Dez. 2006                | Willy Calaud Gaa                | | Gloria Macapagal-Arroyo               | George W. Bush       |                  |
| 7. Apr. 2011         | 7. Juli 2011                | Jose Lampe Cuisia junior        | (* 16. Juli 1944 in Manila)                                                                                                   | Benigno Aquino III.                   | Barack Obama         |                  |